# Longicoelotes
Genre
Longicoelotes est un genre d'araignées aranéomorphes de la famille des Agelenidae.

## Distribution
Les espèces de ce genre se rencontrent en Chine et au Japon.

## Liste des espèces
Selon World Spider Catalog (version 18.5, 26/07/2017) :
- Longicoelotes geei Zhang & Zhao, 2017
- Longicoelotes karschi Wang, 2002
- Longicoelotes kulianganus (Chamberlin, 1924)
- Longicoelotes senkakuensis (Shimojana, 2000)

## Publication originale
- Wang, 2002 : A generic-level revision of the spider subfamily Coelotinae (Araneae, Amaurobiidae). Bulletin of the American Museum of Natural History, no 269, p. 1-150 (texte intégral).